# ジョン・マカスカー

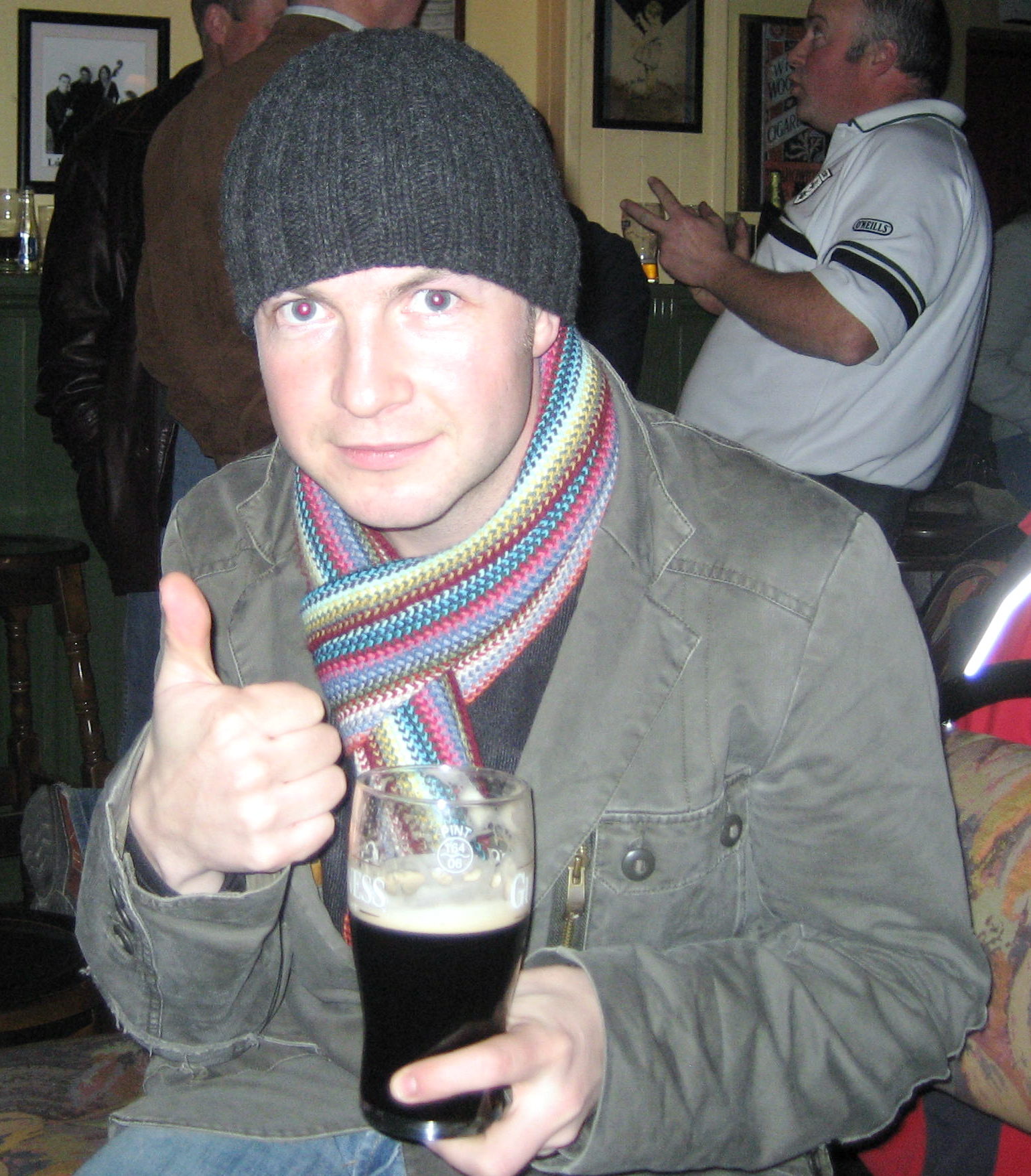

ジョン・マカスカー（John McCusker、1973年5月15日 - ）は、スコットランドの民俗音楽 (en:folk music)のミュージシャン、音楽プロデューサー、作曲家である。優れたフィドル奏者である彼は、1990年代には前半はバトルフィールド・バンド（en:Battlefield Band）のメンバーとして、後半は歌手 ケイト・ラズビーのバンドメンバー兼プロデューサーとしてつながっていた。 現在の彼は多くのジャンルのミュージシャンのプロデューサーおよび編曲家として活動すると共に、自身の名義でいくつかのソロアルバムをリリースしている。

## 経歴
マカスカーは1973年5月15日にグラスゴー近郊のベルズヒル（en:Bellshill）に生まれ、7歳の時アイルランド人の母にフィドルを弾くよう勧められた。彼は地元のユース・オーケストラやケーリー(en:ceilidh)・バンドに参加していき、そして14歳の時に同級生たちと共にバンド パーセル・オローグ(Parcel O'Rogues、ロバート・バーンズの この国にはなんと多数の悪者がいることか（Sic a Parcel o' Rogues in a Nation）にちなむ) を結成した。 数年後に彼はグラスゴーの王立スコットランド音楽演劇アカデミー（en:RSAMD)を中退し、バトルフィールド・バンドへの道を進んだ。
マカスカーはバトルフィールド・バンドのメンバーとして11年間を過ごした。脱退のときには彼は多数の作曲を行っており、伝統音楽のミュージシャンとしての地位を確立していた。マカスカーはオーシャン・カラー・シーン、ポール・ウェラー、ティーンエイジ・ファンクラブ、ダニー・トンプソン、エディ・リーダー（en:Eddi Reader）、ティム・オブライアン（Tim O'Brien）、リンダ・トンプソン（Linda Thompson）といった多くのミュージシャンのアルバムにもゲストとして参加した。それまでに彼は既に歌手ケイト・ラズビーに関わっており、彼女のバンドに参加して、彼女のプロデューサーとなり、2001年8月に結婚した。(2006年離婚。)
マカスカーは音楽の境界を超える技術の持ち主として認知されている。 ライヴやスタジオ録音でのゲストとして、彼はボニー・レイット、パッティ・スミス(en:Patti Smith)、スティーヴ・アール(en:Steve Earle)、ロザンヌ・キャッシュ(en:Rosanne Cash)、パオロ・ヌティーニ、ジュールズ・ホーランド (en:Jools Holland)とステージで共演し、また、マーク・ノップラー、ポール・ウェラー、ティーンエイジ・ファンクラブ、オーシャン・カラー・シーン、他多くの録音にゲスト参加している。映画やTV番組では映画 ハートランド (Heartlands、2002年)、en:Billy Connolly's World Tour of New Zealand、en:Jennifer Saundersのシットコム en:Jam & Jerusalemのサウンドトラックが含まれる。
プロデューサーとしても広がるマカスカーの実績は、オークニーの歌手クリス・ドレヴァー（en:Kris Drever）やアイドルワイルドのフロントマン ロディ・ウーンブル (en:Roddy Woomble)のデビューアルバムを含む。
マーク・ノップラーの半年間のワールドツアーの後、マカスカーはクリス・ドレヴァーおよびロディ・ウーンブルとの新しい録音を2008年9月にリリースした。 このアルバム en:Before the Ruin は、ティーンエイジ・ファンクラブやレディオヘッドのメンバー、マイケル・マクゴールドリック（en:Michael McGoldrick）、ハイディ・タルボット（en:Heidi Talbot）をゲストとして迎えている。
2007年に、マカスカーはケルティック・コネクション（Celtic Connections festival）とケンブリッジ・フォーク・フェスティヴァル（en:Cambridge Folk Festival）というスコットランドとイングランドそれぞれを代表するフォークフェスティヴァルより、スコティッシュ・ガーリックの歌手ジュリー・フォーリス(en:Julie Fowlis)からイングランドのバンド ブラーのギタリスト グレアム・コクソンまでスコットランドおよびイングランドの異なるジャンルミュージシャンの集まった企画 en:Under One Sky への作曲の共同委託を受けた。彼は2008年の 11月と12月にイギリスでの Under One Sky ツアーをサポートした。
ベーシストのマイク・マクナマラ（Mike McNamara）からオーシャン・カラー・シーンのサイモン・ファウラー（en:Simon Fowler）を紹介された直後の2003年、ジョンはファウラーからBBC Radio 2 フォーク賞(Folk Awards) ミュージシャン・オヴ・ジ・イヤー(musician of the year)を受賞された。マカスカーはファウラーのバーミンガムでのバンド活動のライヴに多数出演し、2012年にマカスカーはファウラーのアルバム 'Merrymouth'に登場し、イギリスツアーにもバンドメンバーとして参加した。
2014年にマカスカーは再び、ファウラーのメリーマウス（en:Merrymouth）という名のソロプロジェクトの新しいアルバム 'Wenlock Hillに参加した。このアルバムにはチャス・アンド・デイヴ(en:Chas and Dave)のチャス・ホッッジズ(en:Chas Hodges)もゲスト参加している。
マカスカーは現在、妻であるアイルランド出身の歌手ハイディ・タルボットと共にエディンバラに住んでいる。

## ディスコグラフィー

### ソロアルバム
- John McCusker (1995年)
- Yella Hoose (2001年)
- Goodnight Ginger (2004年)
- en:Before the Ruin (2008年) (ロディ・ウーンブル (en:Roddy Woomble)およびクリス・ドレヴァー(en:Kris Drever)との共演)
- en:Under One Sky (2009年) ( Under One Skyツアーのミュージシャンとの共作)
- Hello, Goodbye (2016年)

### プロデューサーとして
- ケイト・ラズビーおよびキャサリン・ロバーツ(en:Kathryn Roberts) – Kate Rusby & Kathryn Roberts (1995年)
- ケイト・ラズビー – Hourglass (1997年)
- ケイト・ラズビー – Sleepless (1999年)
- キャシー・ライアン(en:Cathie Ryan) – Somewhere Along the Road (2001年)
- ケイト・ラズビー– en:Little Lights (2001年)
- ケイト・ラズビー – 10 (2002年)
- ブレイジン・フィドルズ(en:Blazin' Fiddles) – The Old Style (2002年)
- ケイト・ラズビー– Underneath the Stars (2003年)
- キャシー・ライアン – The Farthest Wave (2005年)
- ケイト・ラズビー –  en:The Girl Who Couldn't Fly (2005年)
- ロディ・ウーンブル – en:My Secret is My Silence (2006年)
- クリス・ドレヴァー –  Black Water (2006年)
- エディ・リーダー(en:Eddi Reader) –  Peacetime (2007年)
- ドレヴァー、マカスカー, Woomble – en:Before the Ruin (2008年)
- en:Under One Sky – en:Under One Sky (2009年)
- クリス・ドレヴァー – en:Mark the Hard Earth (2010年)

### その他
- en:Ballad of the Broken Seas –マーク・ラニーガン (en:Mark Lanegan) &イザベル・キャンベル (en:Isobel Campbell) (2006年)
- en:Ballads of the Book – アイドルワイルドの "The Weight of Years" (2007年)
- en:This Is What Makes Us – Foxface (2007年)
- en:22ドリームス – ポール・ウェラー (2008年)
- en:Kill to Get Crimson – マーク・ノップラー (2008年)
- In Love and Light – ハイディ・タルボット(en:Heidi Talbot) (2008年)
- Hold Your Horses – エラ・エドモンソン(en:Ella Edmondson) (2009年)
- en:Love is the Way – エディ・リーダー (2009年)
- en:Post Electric Blues – アイドルワイルド (2009年)
- Get Lucky – マーク・ノップラー (2009年)
- Bretonne - ノルウェン・ルロワ (2010年)
- en:Transatlantic Sessions 5 (2010年) – (ジェリー・ダグラスおよびen:Aly Bainの監修)
- Merrymouth – en:Simon Fowler (2012年)
- Live (with en:Michael McGoldrick & John Doyle, 2009 tour) – Vertical Records (2012年)
- Privateering – マーク・ノップラー (2012年)
- Suitcase – ジェニファー・バーン(Jennifer Byrne) (2013年)
- Wenlock Hill – メリーマウス (2014年)
- Tracker – マーク・ノップラー (2015年)

## 受賞およびノミネート

### 受賞
- スピリット・オヴ・スコットランド賞 (en:Glenfiddich Spirit of Scotland Awards) 音楽部門 1999年および2009年
- BBC Radio 2 Folk Music Awards 2003 – Musician of the Year
- BBC Radio 2 Folk Awards 2016 - Good Tradition Award

### ノミネート
- Composer of the Year en:Scots Trad Music Awards 2007
- BBC Radio 2 Folk Music Awards – Musician of the Year 2007
- BBC Radio 2 Folk Music Awards – Musician of the Year 2008
- Best Instrumentalist Irelands Music Awards 2009
- BBC Radio 2 Folk Music Awards – Musician of the Year 2009
- BBC Radio 2 Folk Music Awards – Musician of the Year 2010